# Вълчо Стоев
Вълчо Стоев Христов е български гюлетласкач.
Роден е на 20 януари 1952 година в Овчарово, Харманлийско. Тренира тласкане на гюле в ЦСКА. През 1975 година става европейски шампион в зала. Участва в Олимпиадата в Москва през 1980 година.